# Hippolyte Galantini
 (mars 2020).
Si vous disposez d'ouvrages ou d'articles de référence ou si vous connaissez des sites web de qualité traitant du thème abordé ici, merci de compléter l'article en donnant les références utiles à sa vérifiabilité et en les liant à la section « Notes et références ».
Hippolyte Galantini (en italien Ippolito Galantini), né et mort à Florence (14 octobre 1565 – 20 mars 1619) est un catéchiste italien, vénéré comme bienheureux par l'Église catholique. Il est fêté le 20 mars.

## Biographie

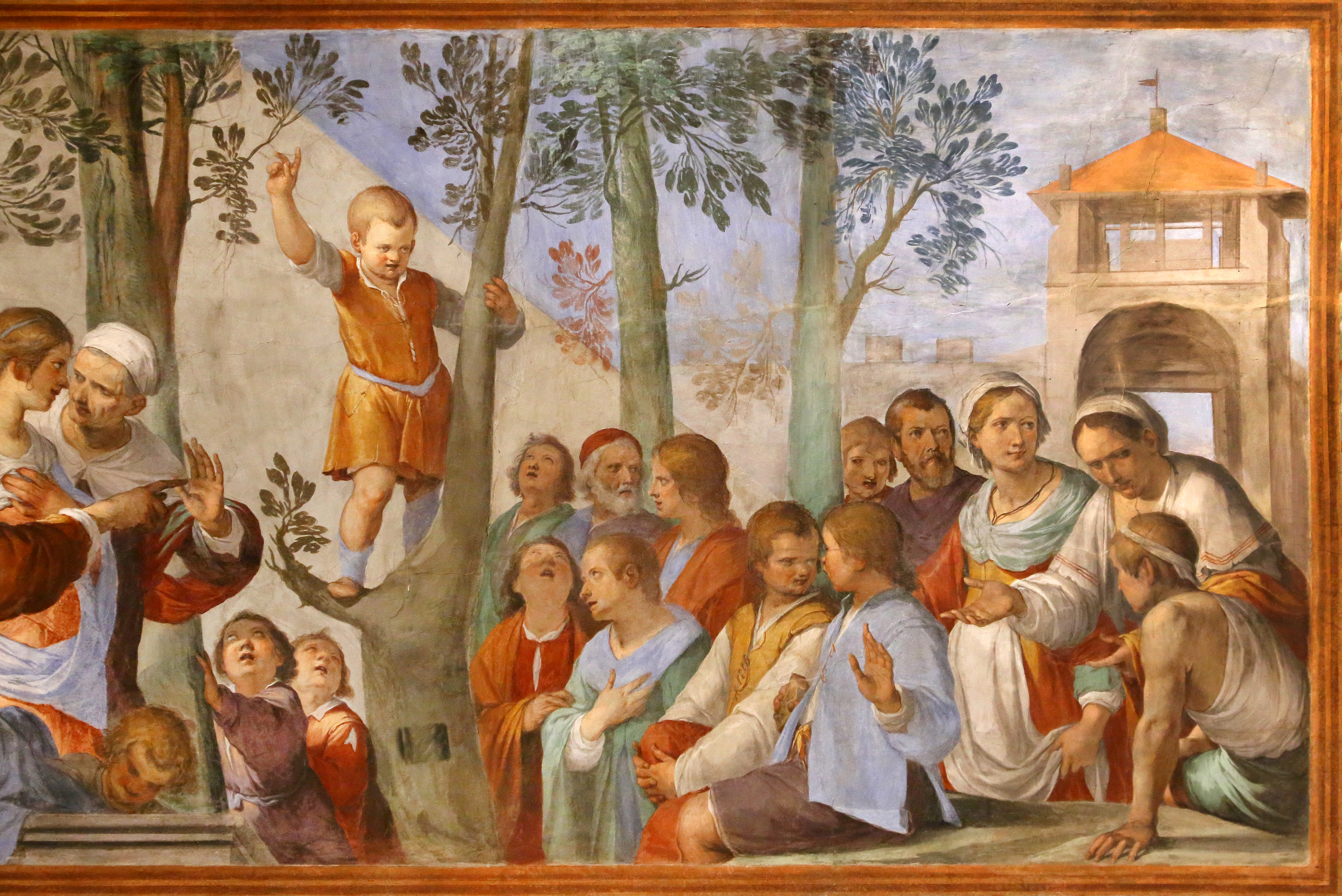
Prédication de l'enfant Hippolyte Galantini, fresque de Giovanni martinelli, oratoire des Vanchetoni, Florence, Italie.

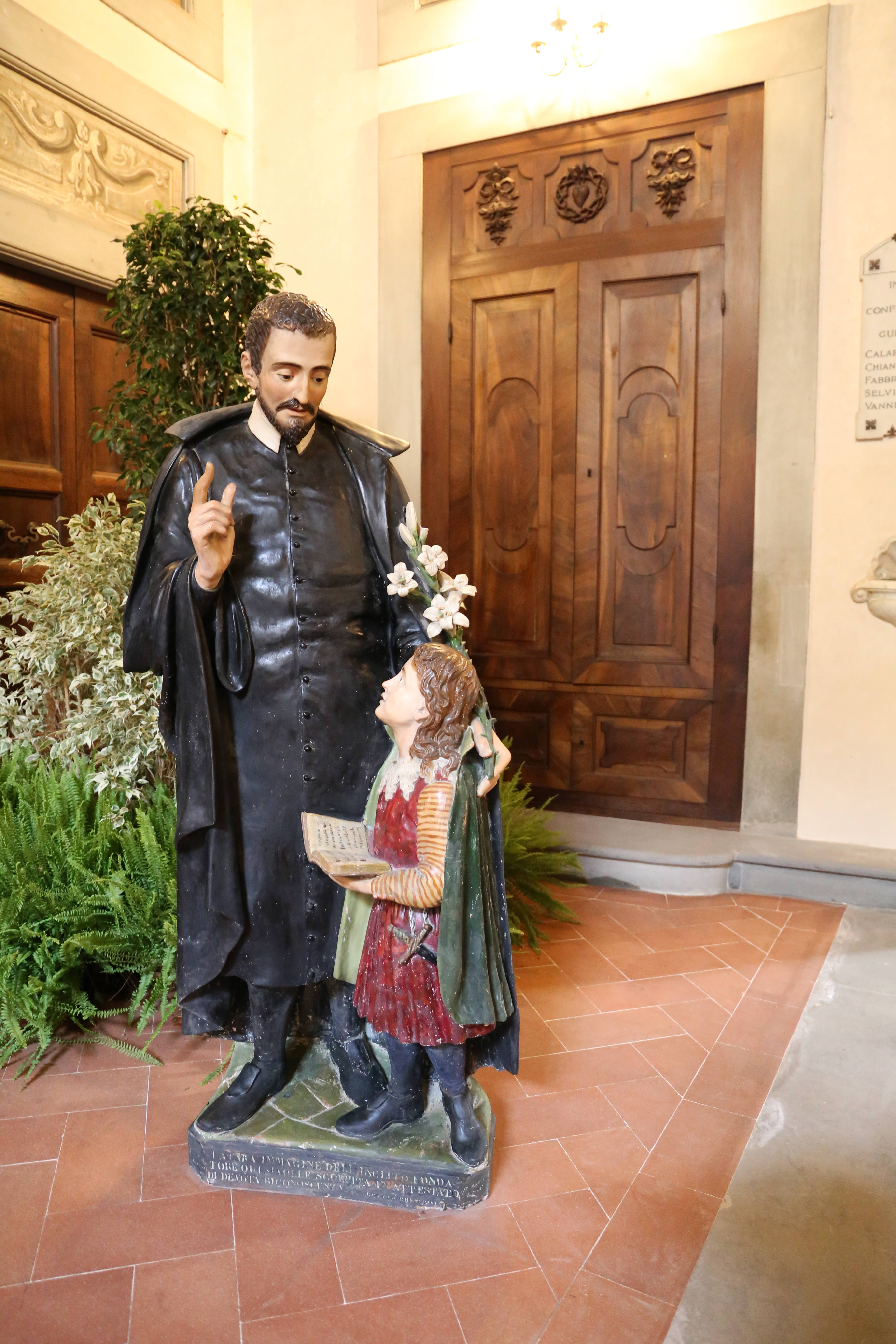
Statue du bienheureux Hippolyte Galantini catéchiste avec un enfant, oratoire des Vanchetoni, Florence.

Son père est tisserand et il commence à apprendre le métier, mais sa vocation à la catéchèse est forte, ce qui le conduit dès son enfance à instruire ses camarades sur les questions de foi, créant petit à petit un groupe de dévots autour de lui.
L'archevêque Alexandre de Médicis (futur pape Léon XI) est impressionné par sa figure et le nomme, bien que très jeune, professeur de doctrine chrétienne à l' église de Santa Lucia al Prato, bien qu'il soit laïque, ce qu'il est resté toute sa vie. À seulement 17 ans, après avoir été rejeté par les capucins pour mauvaise santé, il prend la tête de la congrégation de Sainte-Lucie puis de celle du Très Saint Sauveur, deux congrégations de fidèles laïcs. Il mène une vie de grands sacrifices au nom de la foi (il jeûne trois fois par semaine, ne mange que des choses pauvres et dort très peu la nuit pour pouvoir prier), ce qui suscite l'admiration de beaucoup et rassemble un certain nombre d'adeptes.
Lorsque les franciscains d'Ognissanti lui font le don d'un terrain qui faisait partie du jardin de leur couvent à Florence, il construit un grand oratoire grâce aux dons concomitants également de la famille grand-ducale et de l'archevêque Alexandre de Médicis. Ici, il peut gérer son enseignement de manière indépendante. Doté d'une brillante intuition pédagogique, son attention est toujours dirigée avant tout vers l'éducation humaine, morale et religieuse des classes les plus modestes de la population et au fil des années, il trouve toujours le temps d'aider son père au travail. En 1604, après avoir terminé l'oratoire, il fonde la Congrégation de saint François de la doctrine chrétienne ou archiconfrérie de saint François, une congrégation composée de fidèles laïcs qui a eu un succès important au point de s'étendre également à d'autres villes, surtout en Émilie et en Toscane.
Si ses actions d'assistance, de soin et de guérison sont approuvées et soutenues par un grand nombre de gens suscitant par exemple le soutien de Camille de Lellis, il y en a également qui cherchent à le discréditer au point de le traiter de schismatique à soi-disant partager certaines vues de Martin Luther, mais aucune condamnation n'aboutira.
Il raconte son expérience d'apostolat populaire dans son ouvrage les Exercices des écoles de l'esprit.
Il survit à la peste et à une chute dans le fleuve Arno, mais sa santé va devenir chancelante lui occasionnant diverses maux. À la fin de l'année 1618, il tombe plus gravement malade et au bout de 4 mois, il meurt le 20 mars 1619 à Florence.
Très vite son tombeau suscite dévotion et même pèlerinage à la suite de l'obtention de plusieurs guérisons. Afin d'éviter que son corps soit toucher comme certains essayent de le faire, l'archevêque instaure une menace  d'excommunication.

## Béatification et fête
Il est déclaré vénérable en 1756 par Benoît XIV et béatifié le 19 juin 1825 par le pape Léon XII.
Il est commémoré le 20 mars selon le Martyrologe romain.